# Эффект Ярковского

Эффект Ярковского:
,
,
,
,

Эффе́кт Ярко́вского — появление слабого реактивного импульса за счёт теплового излучения от нагревшейся днём и остывающей ночью поверхности астероида, что придаёт ему дополнительное ускорение. Данный эффект объясняет, почему число достигших Земли астероидов больше, чем следовало из прежних расчётов. 
Величина и направление реактивного импульса зависят от скорости вращения, строения и физических параметров поверхности астероида. Например, для астероида Голевка массой 210 млн тонн она составляет примерно 0,3 Н — в результате с 1991 по 2003 годы траектория астероида отклонилась от рассчитанной на 15 км.
В 2000 г. на базе эффекта Ярковского был сформулирован более общий эффект Ярковского — О’Кифа — Радзиевского — Пэддэка, который учитывает дополнительные факторы, влияющие на тело в космическом пространстве.

## Открытие
Эффект впервые был предсказан в 1900 году российским инженером-технологом польского происхождения Иваном Ярковским (1844—1902) на основе некоторых свойств, приписываемых светоносному эфиру (от идеи которого физики отказались в начале XX века).
В современной трактовке (использующей понятие теплового излучения) эффект был экспериментально подтверждён в 2003 году группой американских учёных под руководством Стивена Чесли и Стивена Остро (Лаборатория реактивного движения, NASA) с помощью радиотелескопа Аресибо (Пуэрто-Рико).

## Возможное применение
Наблюдательные измерения эффекта Ярковского открывают новые возможности для исследования астероидов. Например, Голевка стал первым одиночным астероидом с точно определённой массой.
Эффект Ярковского открывает возможность управления орбитами астероидов за счет изменения альбедо последних (путём покрытия поверхности материалом с нужными свойствами). Если покрыть поверхность одного из малых небесных тел, угрожающих безопасности Земли, тонким слоем светлого красящего вещества, то это резко усилит давление солнечного света на астероид, что может привести к изменению траектории движения тела на более безопасную в течение продолжительного времени. Предложенные варианты технически выполнимы, но всё-таки дороги. Уничтожение астероидов с помощью ракет более дёшево, но менее безопасно из-за непрогнозируемости траекторий осколков.